# Albin Johansson (företagsledare)
Karl Albin Abraham Johansson, född 11 februari 1886 i Stockholm, död 28 augusti 1968 i Stockholm, var en svensk företagsledare. Johansson var chef för Kooperativa förbundet (KF) under nästan 40 år under dess mest expansiva tid. Johansson ledde bland annat satsningarna på egna industrier och nordiskt samarbete.

## Uppväxt
Albin Johansson började vid 14 års ålder som springpojke på MEA (Militärekiperingsaktiebolaget), blev 1903 biträde i Tanto handelsförening och kom därefter successivt att avancera inom Kooperativa förbundet (KF).

## Karriär
1907 anställdes Johansson vid Kooperativa förbundet och var en av de drivande krafterna bakom bokföringssystemets omläggning 1907–1909 och skapandet av den betydelsefulla soliditetsavdelningen. 1915 var han med om att för KF:s räkning köpa upp den kvinnliga konsumentföreningen Svenska Hem, dock bröt han sitt ord från dessa förhandlingar och avskedade kvinnor i ledande befattning. 1916–1917 ägnade Johansson sig åt att centralisera den kooperativa rörelsen i Stockholm och skapade Konsumtionsföreningen Stockholm. 1917 invaldes han i Kooperativa förbundets styrelse och gjordes till företagets direktör. Johansson deltog även i det internationella kooperativa arbetet och tillhörde bland annat Internationella kooperativa alliansens verkställande utskott från 1919. Johansson tillhörde även 1932 års delegation för förhandlingar om handelstraktat med Tyskland och förordnades 1933 till ordförande i de Kungliga teatrarnas styrelse.
Johansson var Kooperativa förbudets verkställande direktör och styrelseordförande åren 1924–1959. Albin Johansson var övertygad frihandelsvän och som sådan stark motståndare till alla monopol och karteller som i början av 1900-talet hade brett ut sig inom det svenska näringslivet och höll konsumentpriserna uppe. Genom att ta initiativ till att KF köpte och grundade fabriker för egen tillverkning av en rad olika produkter som margarin, mjöl, gummi, kassaregister, porslin och glödlampor ökade han konkurrensen, vilket ledde till att karteller sprängdes och priser sjönk.
Kooperativa Förbundet grundades 1899 i Stockholm på initiativ av Gerhard Halfred von Koch (1872–1948) och blev under Albin Johanssons tid som vd/ordförande 1924–1959 landets största koncern. KF och dess medlemsföreningar drev bland annat dagligvarubutiker (Konsum, senare Coop) och varuhus (Coop Forum, Domus och Obs!).
Albin Johansson blev pådrivande för införandet av självbetjäningsbutiker (snabbköp) och bidrog till att det första renodlade snabbköpet i Sverige öppnades i Stockholm 1947 och till etablerandet av det första varuhuset med självbetjäning, vilket blev Forum i Uppsala 1953.
Han förverkligade målmedvetet KF:s industriplaner och satte sig själv noggrant in i såväl de tekniska som ekonomiska frågeställningarna. Inför satsningen på en egen margarinfabrik i Norrköping 1921 besökte han exempelvis flera fabriker för att lära sig tillverkningsprocessen och föreslog själv nya tekniska lösningar.
Under Albin Johansson startade KF 1930 även tillverkning av glödlampor under varumärket Luma. Tillverkningen kom att leda till en patentstrid med den internationella glödlampstrusten. När KF samma år inledde produktion av rayon var Albin Johansson med och utvecklade den kemiska process som omvandlar cellulosan till fibrer. 1931 började KF därtill tillverkningen av kassaregister under varumärket Hugin som konstruerats av civilingenjören Birger Högfors. Hugin Kassaregister AB blev KF:s första exportprodukt. Johansson låg också bakom det nordiska och internationella samarbetet inom konsumentkooperationen.
Albin Johansson myntade i ett jubileumstal 1930 epitetet "Hemska Sven" (anspelade på Svenska hem (konsumentförening) som 1916 gick ihop med det då nystartade Konsum Stockholm).

### Andra engagemang
Albin Johansson hade endast grundläggande folkskoleutbildning men bedrev trots detta omfattande självstudier. Han utgav en mängd skrifter i ekonomiska och kooperativa ämnen och blev 1956 ekonomie hedersdoktor vid Handelshögskolan i Stockholm (ekon.dr h.c.). Genom sitt stora teknikintresse valdes han också in som ledamot av Svenska uppfinnareföreningen och innehade posten som föreningens ordförande i 20 år. Han hade också uppdrag inom det konstnärliga området och var ledamot av Operans, av Dramatens styrelser samt av Kungl. Ingenjörsvetenskapsakademien (1936). Johansson var ledamot i bestyrelsen för Sveriges deltagande i New York-utställningen 1939.
Albin Johansson var även medlem i Förbundet Sverige-Sovjetunionen. Hans namn finns på en lista på några av förbundets medlemmar som upprättats av CIA på personer listade som säkerhetsrisker. Listan med bland andra Albin Johanssons namn finns i faksimil på Anders Jallais blogg. Enligt en avhoppare från den sovjetiska spionorganisationen Komintern (kopia på förhörssprotokoll sändes till Socialdepartementet på sin tid varunder polisfrågor sorterade) använde sig ryssarna av Förbundet Sverige Sovjetunionen, Anti-Fascistisk Samling och andra liknande organ för att värva agenter och stödpersoner.
År 1954 skulpterade Astri Taube en byst av Albin Johansson.
Albin Johansson är begravd på Katarina kyrkogård i Stockholm.

## Utmärkelser
- Kommendör med stora korset av Nordstjärneorden, 5 juni 1954.[7]

- Ekonomie hedersdoktor vid Handelshögskolan i Stockholm (ekon.dr h.c.) 1956

## Familj
Albin Jansson var son till verkmästare Carl Johansson och Augusta, född Nilsdotter. Jansson gifte sig 30 april 1915 med Linnéa Carlsson